# Фараонівка
Фарао́нівка — село Петропавлівської сільської громади Білгород-Дністровського району Одеської області, Україна. Населення становить 1890 осіб (станом на 2001 рік). Село розташоване на північному заході Білгород-Дністровського району, за 30,4 кілометра від смт. Сарата на берегах річки Бабей.
Перша згадка про село датується 1832 роком. У Фараонівці є Свято-Олександро-Невська церква, парафіяни якої належать до УПЦ. Село було засноване осілими циганами, більшість з яких належала до козацького стану Дунайського війська. Більшість населення — молдавські та російські селяни.

## Географія
Село Фараонівка лежить за 30,4 км на північ від смт. Сарата, фізична відстань до Києва — 437,0 км.

## Історія
Перші поселенці на території населеного пункту з'явились ще на початку нашої ери, про що свідчать знайдені залишки поселення. Село Фараонівка було засноване у 1832 році завдяки указу царської влади № 8883, яка намагалась осадити циган на казенних землях. Їм надавали по 30 десятин землі, грошову позику 125 руб. без процентів на роки, на закупівлю скоту та збіжжя для посіву. На території сучасного села було побудовано 146 хатин які початково були заселені лише 91 родиною. 29 травня 1839 року, згідно з «Височайшим повєлєнієм», усі корінні цигани Бессарабії, зокрема і мешканці Фараонівки, були зараховані до Дунайського війська. Додатково у 1840 році у село прибуло 284 циганських сімей. Жили у селі й інші представники козацтва.
Станом на 1840 рік у селі проживало 375 сімей, серед яких були московити, українці і молдавани, яких сюди переселяли, щоб змусити циган осісти. Вже влітку 1842 року цигани, невдоволені перебуванням у складі козачого війська, зібрали 1500 карбованців і почали звертатися до різних урядових установ із проханням про вихід із війська. Влітку 1843–1844 років у селі проходили таємні збори найактивніших учасників руху за вихід із війська, де збирали кошти на клопотання до царя та відправки депутатів до Кишинева, Одеси і Петербурга. 27 липня 1844 року у селі були заарештовані Іван Лупул і Киріяк Перукар, які були циганськими депутатами. Наступні заворушення виникли у червні-жовтні 1855 року, що було пов'язано із додатковим набором до війська у зв'язку із Кримською війною. Тоді заарештували і ув'язнили в Аккермані близько 30-ти мешканців Фараонівки. Весь цей час, аж до ліквідації війська у 1868 році, цигани полишали станицю, за що  виключалися з козацького стану.
У грудні 1917 року новий парламент Бессарабії Сфатул Цєрій проголосив Бессарабію Молдавською Демократичною Республикою. Під час окупації краю Румунією 52 сім'ї було позбавлено землі, а 80 сімей голодували. У червні 1940 року, внаслідок Бесарабсько-буковинського походу червоної армії село, як і решта Бессарабії та Північної Буковини були включені до складу СРСР. 304 мешканця Фараонівки брали участь у боротьбі з німецькими окупантами, 190 з них загинули на фронтах Другої світової війни, 114 були нагороджені орденами і медалями.
Після війни у 1947 році була заснована сульскогосподарська артель ім. Шверніка, а у 1963 році було засновано  колгосп «Шлях Ілліча», центральна садиба якого розташовувалась у селі. Колгоспу підпорядковувались 3,3 тис. га сільськогосподарських угідь, зокрема 2,4 тис. га орних земель. Серед головних напрямків роботи — зернове господарство, вівчарство, існували виноробний, черепичний цехи, млин і пилорама. 32 колгоспники за свої трудові успіхи були нагороджені урядовими нагородами.

## Населення
Станом на 1989 рік у селі проживали 1700 осіб, серед них — 784 чоловіки і 916 жінок.
За даними перепису населення 2001 року у селі проживали 1890 осіб. Рідною мовою назвали:
| Мова       | Кількість осіб | Відсоток |
| ---------- | -------------- | -------- |
| молдовська | 1414           | 74,81%   |
| російська  | 308            | 16,30%   |
| українська | 148            | 7,83%    |
| болгарська | 7              | 0,37%    |
| гагаузька  | 5              | 0,26%    |
| інші       | 8              | 0,43%    |

## Політика
Голова сільської ради — Албу Марія Степанівна, 1952 року народження, вперше обрана у 2006 році. Інтереси громади представляють 16 депутатів сільської ради:
| Партія                       | Кількість депутатів | Відсоток |
| ---------------------------- | ------------------- | -------- |
| самовисування                | 6                   | 37,50%   |
| Партія регіонів              | 6                   | 37,50%   |
| Соціалістична партія України | 4                   | 25,00%   |

На виборах у селі Фараонівка працює окрема виборча дільниця, розташована в приміщенні будинку культури. Результати виборів:
- Парламентські вибори 2002: зареєстровано 1243 виборці, явка 77,63%, найбільше голосів віддано за Соціалістичну партію України — 51,73%, за блок «За єдину Україну!» — 12,63%, за Комуністичну партію України — 2,98%. В одномандатному окрузі найбільше голосів отримав Негодяєв Анатолій Леонідович (самовисування) — 21,88%, за Сиротюк Тетяну Григорівну (Соціалістична партія України) — 17,54%, за Шведенка Миколу Миколайовича (самовисування) — 11,99%[13].
- Вибори Президента України 2004 (третій тур): зареєстровано 1083 виборці, явка 68,88%, з них за Віктора Януковича — 66,22%, за Віктора Ющенка — 28,82%[14].
- Парламентські вибори 2006: зареєстровано 1249 виборців, явка 69,10%, найбільше голосів віддано за Партію регіонів — 52,43%, за Соціалістичну партію України — 14,25%, за Блок Юлії Тимошенко — 5,79%[15].
- Парламентські вибори 2007: зареєстровано 1234 виборці, явка 50,16%, найбільше голосів віддано за Партію регіонів — 50,73%, за Соціалістичну партію України — 25,04%, за блок Наша Україна — Народна самооборона — 5,82%[16].
- Вибори Президента України 2010 (перший тур): зареєстрований 1223 виборці, явка 59,77%, найбільше голосів віддано за Віктора Януковича — 72,23%, за Арсенія Яценюка — 5,47%, за Юлію Тимошенко — 4,79%[17].

| Вибори Президента України 2014, результати голосування | Вибори Президента України 2014, результати голосування | Вибори Президента України 2014, результати голосування | Вибори Президента України 2014, результати голосування | Вибори Президента України 2014, результати голосування |
| ------------------------------------------------------ | ------------------------------------------------------ | ------------------------------------------------------ | ------------------------------------------------------ | ------------------------------------------------------ |
|                                                        |                                                        |                                                        |                                                        | віддано голосів                                        |
| Сергій Тігіпко                                         | Сергій Тігіпко                                         |                                                        | 163                                                    | 163                                                    |
| Петро Порошенко                                        | Петро Порошенко                                        |                                                        | 103                                                    | 103                                                    |
| Юлія Тимошенко                                         | Юлія Тимошенко                                         |                                                        | 44                                                     | 44                                                     |
| Михайло Добкін                                         | Михайло Добкін                                         |                                                        | 18                                                     | 18                                                     |
| Олег Ляшко                                             | Олег Ляшко                                             |                                                        | 16                                                     | 16                                                     |
| інші                                                   | інші                                                   |                                                        | 75                                                     | 75                                                     |

- Вибори Президента України 2010 (другий тур): зареєстровано 1230 виборців, явка 54,96%, з них за Віктора Януковича — 82,54%, за Юлію Тимошенко — 12,57%[19].
- Парламентські вибори 2012: зареєстровано 1272 виборці, явка 44,73%, найбільше голосів віддано за Партію регіонів — 56,86%, за Комуністичну партію України — 14,08% та партію Всеукраїнське об'єднання «Батьківщина» — 8,23%.[20] В одномандатному окрузі найбільше голосів отримав Білалов Алім Елдарович (самовисування) — 45,34%, за Плохого Ігоря Івановича (Партія регіонів) — 23,73%, за Кіссе Антона Івановича (самовисування) — 12,65%[21].
- Вибори Президента України 2014: зареєстровано 1263 виборці, явка 33,17%, з них за Сергія Тігіпка — 38,90%, за Петра Порошенка — 24,58%, за Юлію Тимошенко — 10,50%[18].

## Релігія
У селі розташована православна парафія УПЦ на основі Свято-Олександро-Невської церкви.

## Економіка
У селі розташовані такі підприємства:
- Приватне підприємство сільськогосподарська фірма «АГРО КСОД»;
- Сільськогосподарський виробничий кооператив «Колос»;
- Фермерське господарство «ВТВ 2006».

## Соціальна сфера
У селі розташована загальноосвітня школа I–III ступенів, будинок культури із залом на 360 місць, дві бібліотеки, фельдшерсько-акушерський пункт, дитячий садочок, п'ять магазинів, чайна, швейна майстерня, відділення пошти.
Село має регулярне транспортне сполучення з обласним центром.

## Пам'ятки
Поблизу села розташовані залишки поселення перших століть нашої ери. У часи радянської влади у селі було встановлено пам'ятники Леніну і односельцям, котрі загинули у часи Другої світової війни.

## Відомі уродженці
- Греку Михайло Григорович (1916–1998) — молдовський живописець, лауреат Державної премії СРСР;